# Attila József
Attila József (Budapeste, 11 de abril de 1905 — Balatonszárszó, Somogy, 3 de dezembro de 1937) foi um escritor húngaro do século XX.
Inscreveu-se no Partido Comunista, do qual foi expulso em 1932 por razões desconhecidas. Suicidou-se.

## Escritor
József foi um escritor influenciado pelo surrealismo, os seus poemas articulam a descrição da vida das classes mais humildes com uma crítica lúcida da sociedade contemporânea.

## Obras

### Obras publicadas em vida
- A szépség koldusa, 1922
- Nem én kiáltok, 1925
- Nincsen apám se anyám, 1929
- Döntsd a tőkét, ne siránkozz, 1931
- Külvárosi éj,1932
- Medvetánc, 1934
- Nagyon fáj, 1936

### Obras póstumas
- Collected verse and selected writings, 1938
- Collected verse and translations, 1940
- Collected works, 1958
- Collected works, 1967
- József Attila: Selected Poems and Texts, 1973 (introduction by G. Gömöri)